# アジールフロッタン

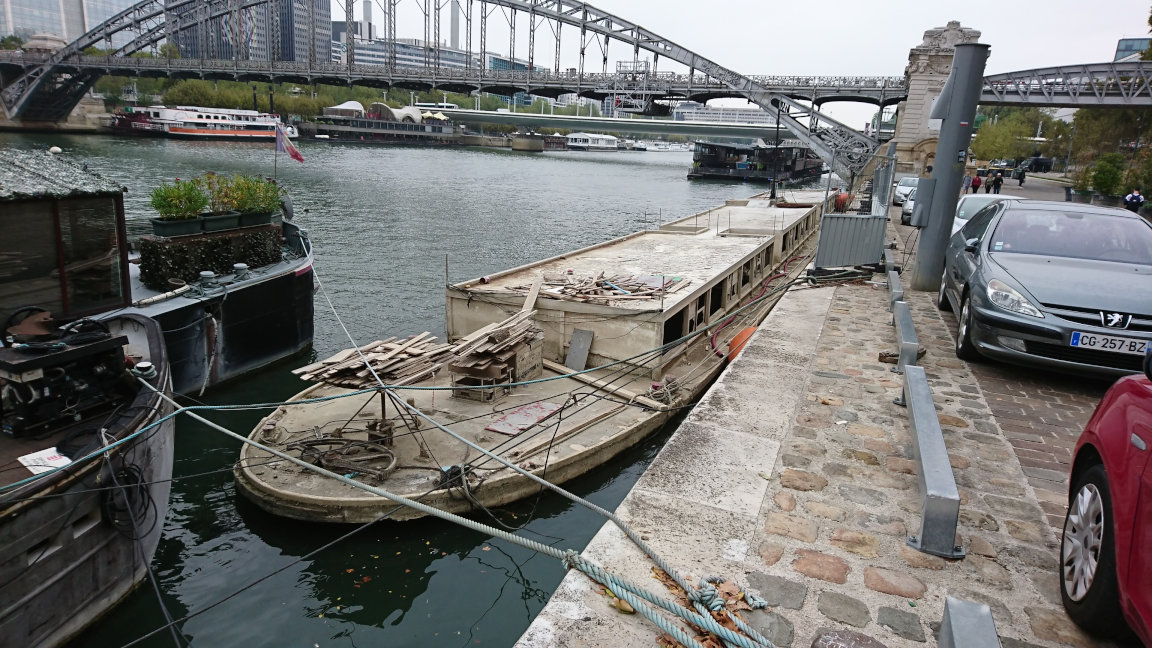
セーヌ川に沈むアジール・フロッタン。2018年2月に沈没し、2020年に再浮上作業が行われた

アジールフロッタン（仏:Asile flottant）は、ル・コルビュジエが設計したフランス、パリ市内のセーヌ川に浮かぶコンクリート船・「ルイーズ・カトリーヌ」の通名。1929年設計竣工。

## 概要
アジールフロッタンは、元々は石炭運搬船「リエージュ」として1915年に建造された。その後同船は、ルイーズ・カトリーヌ・ブレスラウのパートナーで、彼女の遺産を受け継いだマドレーヌ・ジルハルト(Madeleine Zillhardt)の提案により、救世軍による戦争難民への支援プロジェクトの一環として、当時第一次世界大戦の影響でパリ市内に多くいた戦争難民を収容するための難民避難船「ルイーズ・カトリーヌ (Louise-Catherine)」として改修された。その後、世界恐慌や第二時世界大戦による難民を多く受け入れ、子供たちの夏のイベントなどにも活用されてきた。
1990年ごろにはその役割を果たし、セーヌ川に係留されていた。
2006年には救世軍から船を譲り受けた有志により、文化財として残すための修復が始まる。
2008年には修復に協力していた日本人建築家遠藤秀平により修復工事のためのシェルターがデザインされた。その後は、経済不況もあり近年まで細々と修復工事が進められていた。
2015年には歴史的コンクリート構造物として文化財指定を受ける。
2017年には内部の整理も進み、日本人建築展を行う企画が進められてきた。
2018年2月のセーヌ川増水により水面下に消えてしまう。
2020年10月19日に浮上工事が完了する。黄色いベスト運動やコロナウイルス蔓延の影響などがあり、2年10ヶ月の時間を要する。
今後はコンクリートなどの補修を行い、コルビュジエのオリジナルデザインに復元する工事を行う予定となっている。
アジールフロッタンは、建築構造として水平連続窓などコルビュジエが提唱した近代建築の五原則の一部が使用されている。